# SN 1996bp
SN 1996bp – supernowa odkryta 11 sierpnia 1996 roku w galaktyce M-06-04-53. W momencie odkrycia miała maksymalną jasność 18,00m.